# Anasterias varia
Anasterias varia är en sjöstjärneart som först beskrevs av Philippi 1870.  Anasterias varia ingår i släktet Anasterias, och familjen trollsjöstjärnor. Inga underarter finns listade i Catalogue of Life.